# Lantana depressa
Lantana depressa är en verbenaväxtart som beskrevs av John Kunkel Small. Lantana depressa ingår i släktet eldkronor, och familjen verbenaväxter.

## Underarter
Arten delas in i följande underarter:
- L. d. depressa
- L. d. floridana
- L. d. sanibelensis